# Бустанский район
Бустанский район (тума́н; узб. Boʻston tumani / Бўстон тумани) — район в северо-западной части Андижанской области Узбекистана. Административный центр — городской посёлок Боз.

## История
Образован как Бозский район 5 апреля 1950 года, в период с 24 декабря 1962 года по 31 декабря 1964 года был в составе Шахриханского района. В 2019 году переименован в Бустанский район.

## Административно-территориальное деление
Район состоит из 4-х городских посёлков (шахарча) и сельских сходов граждан (кишлак-фукаролар-йигини), включающих 22 села:
4 городских посёлка:
- Бустан — центр,
- имени М. Джалалова,
- Хавас,
- Халдеванбек.

## Природа
Рельеф представлен возвышенностями и плоскогорьями. В долинах между возвышенностями расположены болота. Климат высоких субтропических нагорий.
Территория разделена на 3 массива: Восточный Язъяван, Улугнорский и Большого Ферганского канала. Средняя температура июля — +24…+28˚С, февраля — −4…0˚С. Вегетационный период составляет 210—220 дней. Среднегодовое количество осадков — 200—300 мм.
Орошаемая система района включает Большой Ферганский канал, Шахрихансай и Большой Андижанский канал. В местах залегания подземных вод (верховодка) (30—60 см) 
— солончаки и твёрдые обогащённые глинистые почвы.
На целинных землях солончаки выходят на поверхность. Распространены песчаные, полупесчаные и беспесчаные почвы. Содержание гумуса достигает 1,3—1,7%. В местах, лишённых солончаков, содержание сульфатов и хлоридов достигает 0,04—0,6%, в солончаковых — 1—3% различных солей.
На целинных участках произрастают верблюжья колючка, лебеда, пальчатка, ежачник, сорго, тростник обыкновенный, гребенщик и прочие. Среди диких животных водятся лисица, соболь, змеи.